# Saidate
Saidate  (in arabo السعيدات‎?) è un centro abitato e comune rurale del Marocco situato nella provincia di Chichaoua, regione di Marrakech-Safi. Conta una popolazione di 6 427 abitanti (censimento 2014).